# Ziyad an-Nachala

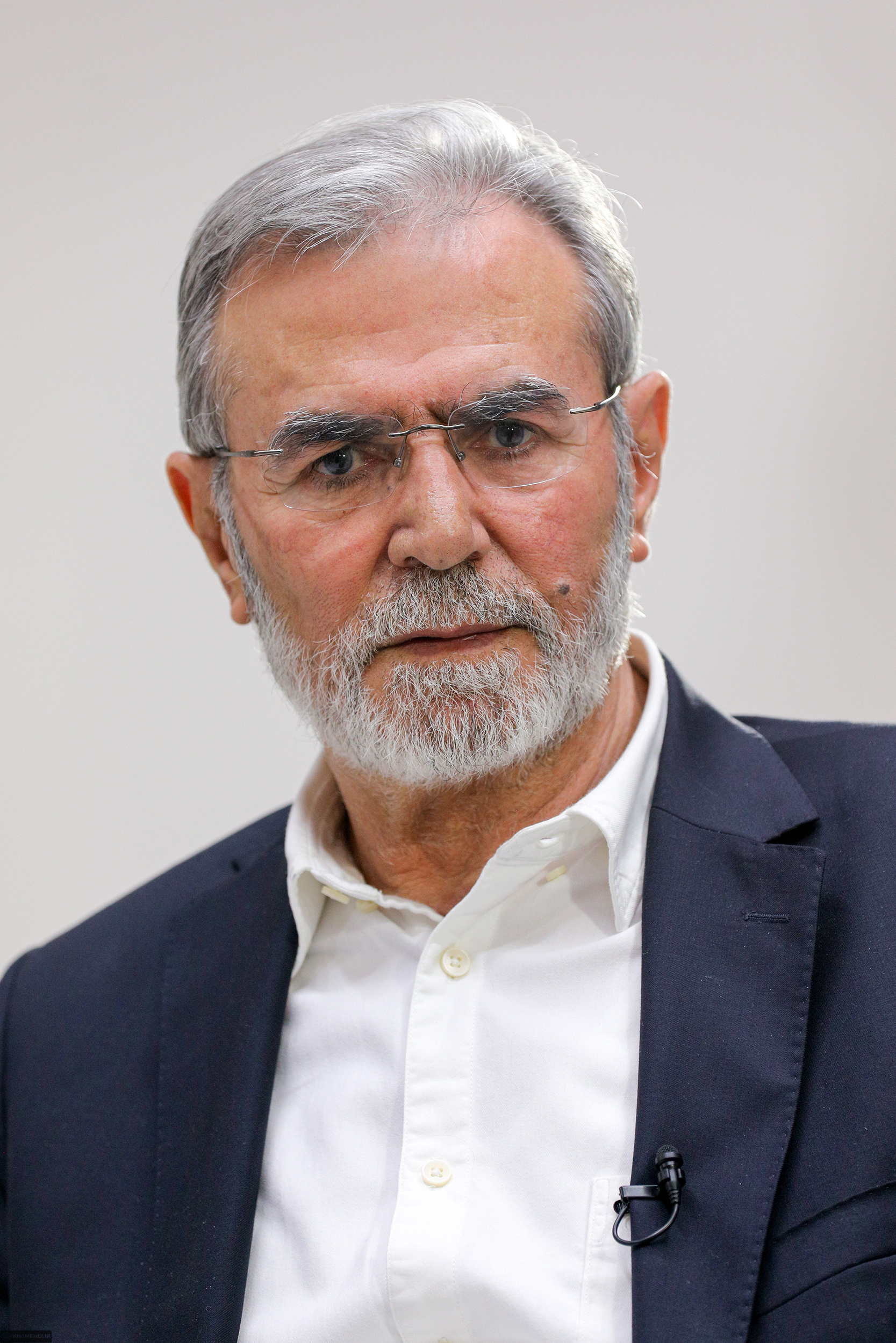
Ziyad an-Nachala (2024)

Ziyad Ruschdi an-Nachala (arabisch زياد رشدي النخالة, DMG Ziyād Rušdī an-Naḫāla; * 6. April 1953 in Chan Yunis, Gazastreifen) ist ein palästinensischer Führer der Terrororganisation Islamischer Dschihad in Palästina (PIJ). Seit 2018 ist er Generalsekretär des PIJ.

## Leben

### Herkunft, Ausbildung und Privatleben
Ziyad an-Nachala wurde 1953 in Chan Yunis im Gazastreifen geboren, der damals unter ägyptischer Besatzung stand. Sein Vater Ruschdi an-Nachala wurde 1956 während des Massakers von Chan Yunis von der israelischen Armee getötet. Er absolvierte eine Lehrerausbildung in Gaza.
Nachala ist verheiratet und hat sechs Kinder: vier Töchter und zwei Söhne.

### Erste Verhaftung
Seit 1971 wurde Nachala mehrfach von Israel inhaftiert. Am 29. Mai 1971 wurde er wegen seiner militanten Aktivitäten in der von Ziyad al-Husaini angeführten Arabischen Befreiungsfront (ALF) zum ersten Mal von Israel verhaftet und zu lebenslanger Haft verurteilt. In seiner 14-jährigen Haftzeit wurde er zwischen mehreren israelischen Gefängnissen verlegt. Am 20. Mai 1985 wurde er im Rahmen eines Austauschabkommens freigelassen.

## Politische Leitung des Palästinensischen Dschihad in Palästina
Nach Nachalas Entlassung aus dem Gefängnis wurde er zum Mitglied des ersten Mitglied des Schura-Rates des PIJ, der zu dieser Zeit die Führung des PIJ vertrat, gewählt. Der Leiter des Schura-Rates und Gründer der Bewegung Fathi Schakaki beauftragte Nachala mit der Errichtung des militärischen Flügels der Organisation. Während Schakaki sich in Haft befand, übernahm Nachala die Leitung des Bewegungskomitees im Gazastreifen.

### Zweite Verhaftung
Am 12. April 1988 wurde er als Verantwortlicher für die Entzündung der ersten Intifada erneut verhaftet. Die israelischen Behörden brachten ihn am 1. August 1988 in den Südlibanon.

### Stellvertretender Generalsekretär des PIJ
Nachala stieg in organisatorische Positionen des PIJ auf und wurde zum Vertreter der Bewegung im Libanon ernannt. Darüber hinaus spielte er eine wichtige Rolle als Dschihadist bei militärischen Aktionen. Nach der Ermordung des Gründers Fathi Schakaki im Oktober 1995 wählte der Schura-Rat Ramadan Shallah zum Generalsekretär und Ziyad an-Nachala zum stellvertretenden Generalsekretär des Islamischen Dschihad. An-Nachala leitete die Delegationen der PIJ bei Waffenstillstandsgesprächen in Kairo 2014. Der Generalsekretär Shallah beauftragte ihn in vielen Fällen in seinem Namen zu handeln. 2014 wurde das Haus seiner Familie während israelischer Angriffe auf Gaza bombardiert. Das Haus wurde völlig zerstört und die Frau seines Bruders und ihr Sohn getötet.
Am 23. Januar 2014 stufte das Außenministerium der Vereinigten Staaten Nachala im Rahmen einer Executive Order (E.O.) als globalen Terroristen ein und fror seinen Besitz und seine Erträge in den Vereinigten Staaten ein. Die Gründe waren, dass er Bewegungen und Organisationen unterstütze, die Israel feindlich gesinnt seien, und dass er Waffen nach Gaza liefere. Damit gilt er als der zweite Palästinenser, den die USA als Terroristen eingestuft hatten. Ihm voran ging der PIJ-Generalsekretär Ramadan Shallah. Die USA setzten außerdem eine Belohnung von 5 Millionen US-Dollar für Informationen aus, die zu seiner Festnahme führen.
Bis 2018 blieb er im Amt des stellvertretenden Generalsekretärs.

### Generalsekretär des PIJ
Im September 2018 wurde er zum Generalsekretär des PIJ gewählt und trat die Nachfolge von Shallah an, der im April 2018 einen Schlaganfall erlitten hatte. Im Februar 2023 wurde er für eine zweite Amtszeit wiedergewählt.
Im September 2023 traf sich an-Nachala im Libanon mit dem Hisbollah-Führer Hassan Nasrallah, dem hochrangigen Hamas-Führer Saleh al-Arouri und dem stellvertretenden PFLP-Generalsekretär Jamil Mezher. Israelische Medien bezeichneten die Treffen als Hinweis auf eine bevorstehende Eskalation im Gazastreifen oder im Westjordanland.